# Alchemilla gingolphiana
Alchemilla gingolphiana är en rosväxtart som beskrevs av S. Fröhner. Alchemilla gingolphiana ingår i släktet daggkåpor, och familjen rosväxter. Inga underarter finns listade i Catalogue of Life.